# Front Obrony Muzułmanów w Czarnej Afryce

Flaga Ansaru

Front Obrony Muzułmanów w Czarnej Afryce, Ansaru (Jamāʿatu Anṣāril Muslimīna fī Bilādis Sūdān) – organizacja islamistyczna, luźno powiązana z Boko Haram uformowana w styczniu 2012, bazująca w Nigerii. Ugrupowanie jest wpisane na listę organizacji terrorystycznych Departamentu Stanu USA.
Ugrupowanie powstało w styczniu 2012, jednak w czerwcu 2012 wydali oświadczenie, że powstała organizacja będzie działać w obronie muzułmanów w Nigerii i poza jej granicami. Zagrozili tym samym Zachodowi atakami w ramach samoobrony. Motto organizacji brzmi: „Walkę dla sprawy Allaha”.
Ansaru podczas wojny domowej w Mali współpracował prawdopodobnie z Al-Ka’idą Islamskiego Maghrebu i Ruchem na Rzecz Jedności i Dżihadu Afryki Zachodniej. Organizacja została przez władze Wielkiej Brytanii wpisana na listę organizacji terrorystycznych.
Ugrupowanie przyznało się do ataku na więzienie w Abudży w listopadzie 2012, stało również za zasadzką na nigeryjskich żołnierzy w swoim kraju z 20 stycznia 2013 (śmierć poniosło dwóch wojskowych) w odwecie za udział w kampanii malijskiej.
Ansaru zostało oskarżone o zabicie 8 marca 2012 dwóch europejskich zakładników - Brytyjczyka Chrisa McManusa i Włocha Franco Lamolinara, kiedy do nieudanej akcji odbicia zakładników przystąpiły siły nigeryjsko-brytyjskie. O tę samą egzekucję obarczano również ekstremistów z Boko Haram. W grudniu 2012 bojownicy w stanie Katsina porwali francuskiego inżyniera.
7 lutego 2013 z kwater libańskiej firmy budowlanej Setraco islamiści z nigeryjskiej organizacji Ansaru porwali siedmiu pracowników, obywateli Libanu, Wielkiej Brytanii, Grecji, Włoch i Filipin. Wśród zakładników były dwie kobiety. 9 marca 2013 wydano komunikat, w którym poinformowano, że zabito zakładników, po tym jak w stanie Bauczi zauważono brytyjskie samoloty wojskowe. Następnie opublikowano video z ciałami ofiar egzekucji.
13 listopada 2013 Departament Stanu USA wpisał Ansaru na listę organizacji terrorystycznych. Umieszczenie w wykazie skutkowało uznaniem za przestępstwo udzielania wsparcia materialnego grupie. Amerykańskie służby są zobowiązane do zablokowania transakcji finansowych i biznesowych z organizacjami znajdującymi się na liście.